# Dramapädagogik
Dramapädagogik (engl. drama in education) ist eine Form des Lehrens und Lernens, die Methoden aus Theater, Literatur, Kunst, Psychologie und Therapie für erzieherische Zwecke einsetzt. Durch Als-ob-Situationen werden Freiräume für ganzheitliches Lernen durch Erfahren und Erleben geschaffen. Neben inhaltlichem Lernen findet daher auch soziales Lernen statt.

## Pädagogischer Ansatz
In deutschsprachigen Ländern wird der Begriff Dramapädagogik seit Ende der 1980er Jahre vor allem in der deutschen fremdsprachendidaktischen Fachdiskussion verwendet. Er bezieht sich auf die Theorie und Praxis eines ästhetisch-ganzheitlich orientierten Fremdsprachenunterrichts, in dem die dramatische Kunst (insbesondere als Theaterkunst, aber durchaus im Zusammenspiel mit anderen Kunstformen wie z. B. Film, Performance Art, Storytelling, Oper) zur Inspirationsquelle und zum Richtungsweiser für das pädagogische Handeln wird. Mit der Bezeichnung ‚dramapädagogisch‘ wird eine pädagogische Orientierung von Fremdsprachenunterricht betont; zugrunde liegt ein Menschenbild, welches das Individuum nicht auf den ‚mechanischen Lerner‘ reduziert, sondern das lernende Individuum als ganze Person ernst nimmt. Dieser Anspruch wird in dem Leitsatz deutlich: „Im dramapädagogischen Fremdsprachenunterricht wird mit Kopf, Herz, Hand und Fuß gelernt und gelehrt!“
"Aus Großbritannien, wo das eigenständige Schulfach Drama bereits seit den 1950er Jahren etabliert ist und an vielen Universitäten im Rahmen der Lehrerausbildung eine entsprechende fachwissenschaftliche Ausbildung angeboten wird, kamen erste Impulse für eine dramapädagogische Gestaltung von Fremdsprachenunterricht." Beispielhaft sei auf Maley/Duff (1997) verwiesen.
Mit der Veröffentlichung Fremdsprache inszenieren: Zur Fundierung einer dramapädagogischen Lehr- und Lernpraxis (Schewe 1993) wurde erstmals der Versuch unternommen, das Forschungsfeld „Dramapädagogik im Fremd- und Zweitsprachenlehren und -lernen“ zu markieren. Dieses wurde in einer Folgeveröffentlichung (Schewe/Shaw 1993) aus internationaler Perspektive weiter beleuchtet. Seither hat eine intensivere wissenschaftliche Auseinandersetzung stattgefunden, an der inzwischen verschiedene Fachdidaktiken beteiligt sind. Es gibt eine Fülle von zielgruppenspezifischen Praxisvorschlägen für verschiedene Teilbereiche des fremdsprachlichen Unterrichts (Sprache, Literatur, Kultur) wie auch etliche theoretisch detailliert ausgearbeitete Konzepte (zum Beispiel Tselikas 1999; Even 2003; Huber 2003; Kessler 2008). Die einander ergänzenden theoretischen Fundierungen dieser Konzepte umfassen unter anderem Erkenntnisse aus der britischen Drama- und deutschen Theaterpädagogik, den Sprach-, Literatur-, Landeskundewissenschaften und -didaktiken sowie Forschungsperspektiven aus weiteren Bezugsfeldern, etwa Lernpsychologie, Neuropsychologie, Sozial- und Individualpsychologie, Psycholinguistik, Soziologie, Anthropologie, Intelligenz- und Kreativitätsforschung.
"Lehrpersonen, die ihren Fremdsprachenunterricht dramapädagogisch gestalten, haben nicht nur einen wissenschaftlichen, sondern auch einen explizit künstlerischen Anspruch an ihr pädagogisches Handeln und erwerben in Aus- und/oder Fortbildungsmaßnahmen entsprechende theoretische und praktische Grundlagen, beispielsweise in den Kernbereichen Schauspielen, Spielleitung und Szenisches Schreiben." In Bezug auf solche Aus- und Fortbildungsmöglichkeiten allerdings fehlt es noch an einer adäquaten Infrastruktur in den fremdsprachlichen Fächern beziehungsweise der Allgemeinen Pädagogik.
Seit 2007 gibt es die dramapädagogische Fachzeitschrift SCENARIO, auf deren Webseite sich auch eine umfassende Forschungsbibliographie findet.
Die Zeitschrift fördert den Brückenbau zwischen den Künsten und dem Bereich Sprach-, Literatur- und Kulturvermittlung und versteht sich als Wegbereiterin einer performativen Fremdsprachendidaktik.